# Сатин
Сати́н (фр. satin, от араб. ‎ зайтуни, от Зайтун — старинного арабского названия китайской гавани Цюаньчжоу, откуда вывозилась эта ткань) — ткань сатинового переплетения нитей из шёлка или хлопчатобумажного волокна. Имеет гладкую, шелковистую лицевую поверхность, на которой преобладают уточные нити; довольно плотен и блестит; выпускается в основном гладкокрашеный, набивной и отбелённый. Применяется для изготовления платьев, мужских рубашек, как подкладочная ткань и т. д. Благодаря своим качествам сатин широко используется для изготовления постельного белья.
Хлопковый сатин изготавливается из пряжи гребенной системы высоких номеров. Для сатина наилучшей является пряжа с кольцевых прядильных машин. Такая пряжа имеет правильную структуру и прочнее, чем пряжа, полученная на роторных машинах. Благодаря высокому номеру пряжи, определённому соотношению количества нитей утка и основы и операциям заключительной отделки сатин приобретает характерный, напоминающий шёлк блеск.
Бельё из сатина долговечно и выдерживает 200—300 стирок и лишь спустя довольно долгое время материал начинает тускнеть. Сатин дешевле, чем шёлк, но дороже, чем другие хлопковые ткани. Из него делают бельё различного дизайна для повседневного применения.

### Виды сатина
- Мако-сатин, который изготавливается только из хлопка без примесей. Мако-сатин имеет большую гладкость и блеск за счёт тончайших нитей пряжи, мало мнётся и сохраняет блеск надолго.
- Новосатин
- Сатин-жаккард
- Страйп-сатин
- Креп-сатин
- Сатин-люкс